# Гиффорд, Эрнест
Эрнест М. Ги́ффорд, младший (англ. Ernest M. Gifford, Jr.; 1920—2006) — американский ботаник — цитолог, анатом и морфолог.

## Биография
Эрнест Гиффорд-младший родился 17 января 1920 года в городе Риверсайд в Калифорнии в семье Эрнеста Гиффорда и Милдред Кэмпбелл Гиффорд. Учился в Риверсайдском колледже, где находился под влиянием биолога и эколога Эдмунда Йегера. В 1938 году окончил Риверсайдскую высшую политехническую школу и поступил в Калифорнийский университет в Беркли. В 1942 году окончил его со степенью бакалавра, после чего служил командиром танка в армии генерала Паттона, принимал участие в Битве за Выступ. В 1946 году дослужился до звания майора, после чего оставался в резерве до 1973 года, когда, будучи полковником, ушёл в отставку.
В 1949 году Гиффорд получил степень доктора философии, затем работал сотрудником и ассистент-профессором на сельскохозяйственной экспериментальной станции Университета в Дэвисе. В 1962 году он стал полным профессором сельскохозяйственных наук и наук об окружающей среде. В 1987 году ушёл на пенсию, после чего в продолжение пяти лет продолжал преподавать.
В 1959 году Гиффорд и Ральф Стоккинг наблюдали наличие тимидина в хлоропластах растений, что в дальнейшем стало первым доказательством существования в этих органоидах собственной ДНК.
С 1963 по 1967 и с 1974 по 1978 Гиффорд возглавлял ботаническое отделение Университета в Беркли. В 1975—1979 он был президентом Ботанического общества Америки (BSA).
Скончался 14 июня 2006 года в результате осложнений, вызванных болезнью Альцгеймера.

## Почести
Эрнест Гиффорд был удостоен Бронзовой звезды США за заслуги во время Второй мировой войны.
В 1981 году Гиффорд стал обладателем награды за заслуга перед Ботаническим обществом Америки, в 2006 году стал одним из учёных, получивших Столетнюю награду Общества. В 1956 году Эрнест учился в Гарвардском университете по программе Национальной исследовательской службы. В 1966 году Гиффорд работал во Франции по программе Фулбрайта. Также он был обладателем стипендии Гуггенхайма.
В 2005 году на территории Университета в Дэвисе был основан Сад саговниковых имени Э. Гиффорда.

## Некоторые публикации
- Foster, A.S.; Gifford, E.M. Comparative morphology of vascular plants. — San Francisco, 1959. — 555 p.
- Rost, T.L.; Gifford, E.M. Mechanisms and control of cell division. — Stroudsburg, Pa., 1977. — 387 p. — ISBN 0-87933-267-0.
- Foster, A.S.; Gifford, E.M. Morphology and evolution of vascular plants. — New York, 1989. — 626 p. — ISBN 0-7167-1946-0.